# كرايغ فين
كرايغ فين (بالإنجليزية: Craig Finn)‏ هو موسيقي أمريكي، ولد في 22 أغسطس 1971 في بوسطن في الولايات المتحدة.

## وصلات خارجية
- كرايغ فين على موقع IMDb (الإنجليزية)
- كرايغ فين على موقع ميوزك برينز (الإنجليزية)
- كرايغ فين على موقع رولينغ ستون (الإنجليزية)
- كرايغ فين على موقع أول ميوزيك (الإنجليزية)
- كرايغ فين على موقع ديسكوغز (الإنجليزية)
- كرايغ فين على موقع قاعدة بيانات الفيلم (الإنجليزية)